# Aeroporto de La Independencia
O Aeroporto de La Independencia é um aeroporto situado na cidade de Rancagua, no Chile.